# Kostel svatého Mikuláše (Starý Maletín)
Kostel svatého Mikuláše v Maletíně je empírovou stavbou z let 1804-1805 a zároveň nejvyšší budovou obce. Areál kostela byl v roce 1958 zapsán na seznam kulturních památek.

## Historie
První zpráva o maletínské faře pochází z roku 1583, ale zřejmě existovala mnohem dříve. Původní kostel postavený v gotickém slohu se samostatnou dřevěnou věží, která stála v blízkosti, byl zbourán v roce 1803 a téhož roku byl položen základní kámen pro novou stavbu. Kostel byl vystavěn podle projektu Jana Sarkandera Thalherra. Na rozdíl od původního kostela byl presbytář orientován směrem na jih, hlavní vchod k severu. Hlavní finanční podíl na výstavbě měl olomoucký arcibiskup Antonín Theodor Colloredo-Waldsee. Kostel byl dokončen v roce 1805. V roce 1835 byly provedeny úpravy interiéru: zhotoveny dva boční oltáře, kazatelna, křtitelnice, zakoupeny lavice a varhany. V roce 1856 udeřil do věže kostela blesk a při následném požáru se roztavil jeden ze zvonů. V roce 1862 byly pořízeny věžní hodiny. V roce 1907 byla provedena generální oprava interiéru. V době 1. světové války přišel kostel o dva zvony, ale již v roce 1918 byla vyhlášena sbírka a zakoupen nový zvon od firmy Manoušek z Brna. V dalších letech 20. století byly na kostele prováděny jen menší udržovací opravy a jeho celkový stav se zhoršoval vlivem vzlínající vlhkosti. Generální oprava včetně statického zajištění, odvlhčení, rekonstrukce varhan a úpravy interiéru byla provedena v letech 2009 - 2013. 

## Popis kostela

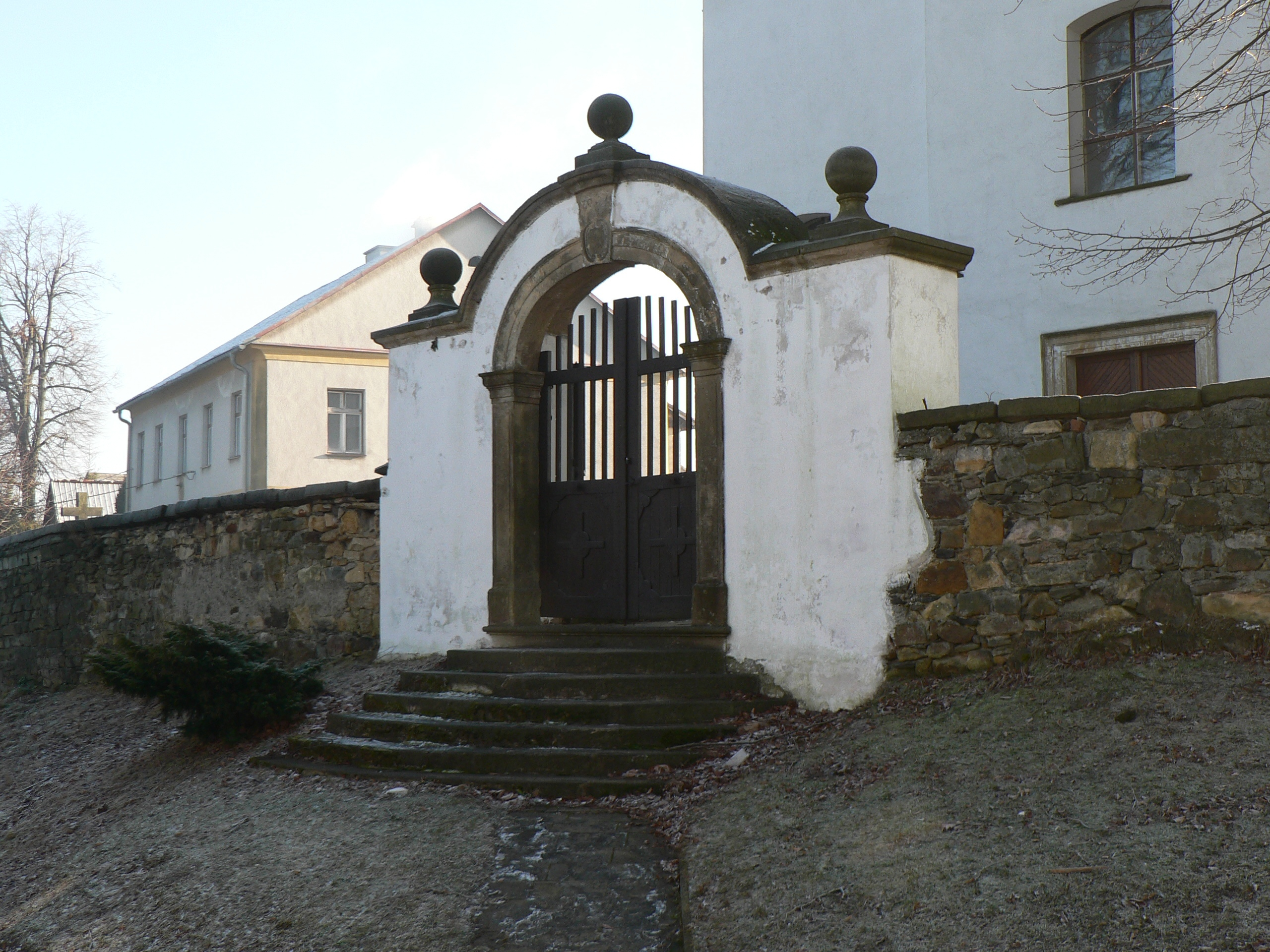
Hlavní vstupní brána z roku 1821

### Areál
Areál kostela je ohraničen zdí se dvěma bránami, datovanými do let 1821 a 1845. U vstupu je kamenný kříž z roku 1750. V areálu za presbytářem se nachází empírové sousoší Kalvárie, práce místního kameníka L.Ch.Wankeho z roku 1848.

### Exteriér kostela
Jednotná podélná jednolodní stavba, orientovaná severojižním směrem. Kněžiště odsazené, segmentově ukončené. K jeho východní zdi přiléhá čtyřboká sakristie, k západní zdi obdobný depozitář. Loď je obdélná s 31m vysokou hranolovitou věží vystupující nevyvinutým rizalitem v ose jejího jižního průčelí. Fasády hladké, prolomené okny se segmentovým záklenkem. Hlavní vstup do kostela je podvěžím, boční jsou portály po obou stranách lodi. Nad kostelem je sedlová střecha se sanktusníkem, věž je krytá nízkým stanem protaženým do jehlanu.

### Interiér
Kněžiště je zaklenuto jedním polem pruské klenby s mimořádně velkým rozpětím lunetovým závěrem, sakristie má valenou klenbu s výsečemi, depozitář placku, v lodi jsou pruské klenby mezi pasy nesenými přízedními pilíři. V severní části lodi je hudební kruchta nesená toskánskými sloupy.

### Vybavení

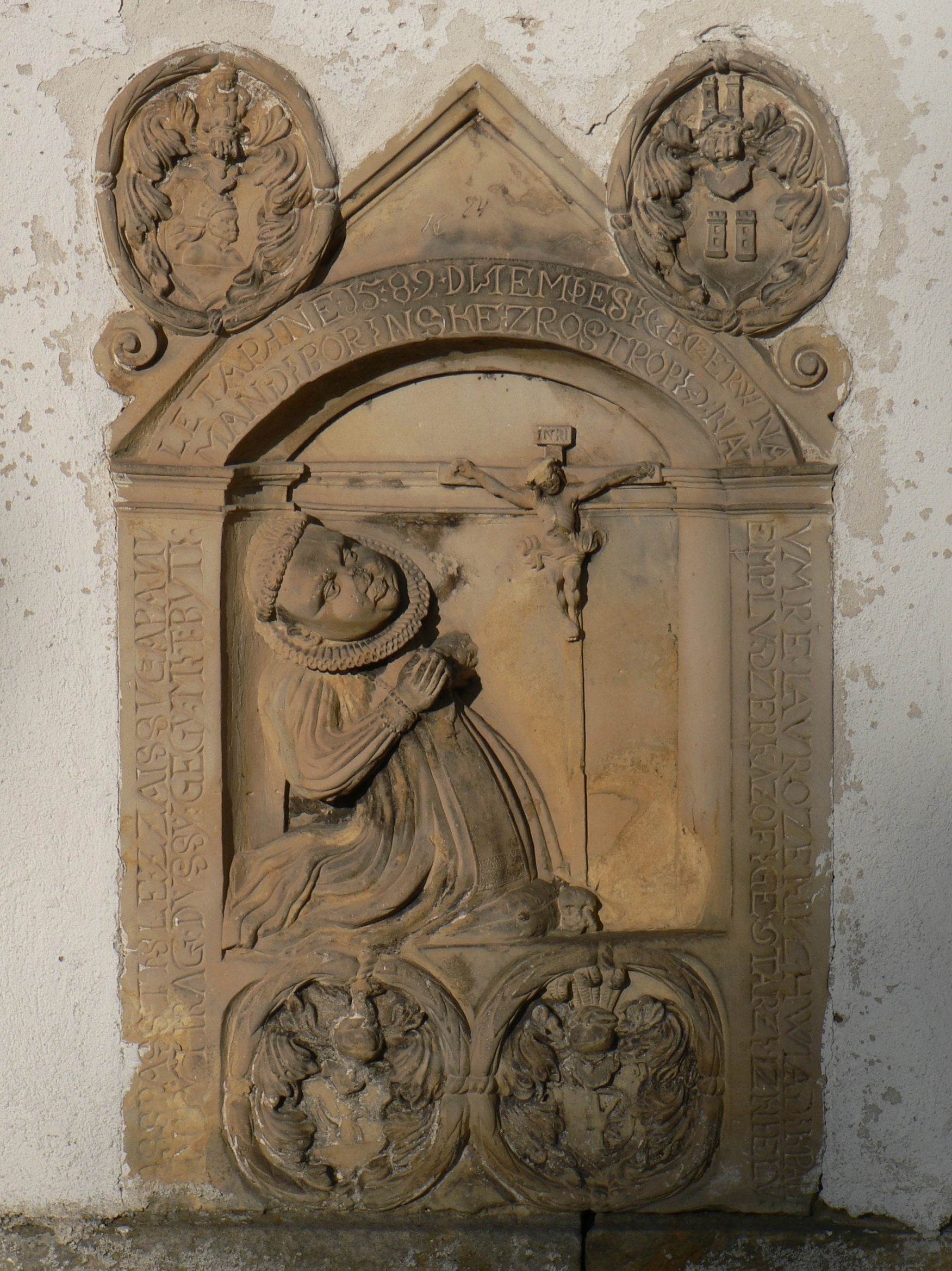
Renesanční náhrobek na vnější zdi kostela

Ve vnější zdi kněžiště je druhotně umístěný dětský figurální náhrobník Žofie Byronské z Roztropovic (zemřela 1589). V interiéru jsou volně zavěšeny obrazy Panny Marie Pomocné a svaté Rodiny (Josef Pilz, 1785). Zvon ve věži s reliéfy, ornamenty a nápisy byl přelitý v Olomouci roku 1860. Na kůru varhany z dílny rodiny Welzelů z Králík.